# たのきんトリオ
たのきんトリオは、日本の男性アイドルグループ。田原俊彦（トシちゃん）、野村義男（ヨッちゃん）、近藤真彦（マッチ）の3人のジャニーズ所属アイドルからなる。1980年代前半に短い期間のみ活動した（1983年8月28日に解散）。ただしトリオの名称を用いていた期間中も3人は、ソロ活動が中心だった。また正式なユニット名ではないものの、一時期、アイドル雑誌で、スーパースリーとの名称が用いられたこともある。3人はいずれも『3年B組金八先生』の第1シリーズに生徒役で出演した。
名称の由来は、殿さまキングスの愛称「とのきん」をもじったもので、田原の「田（た）」、野村の「野（の）」、近藤の「近（きん）」のそれぞれの文字より抜粋している。

## メンバー
|                                           | プロフィール                             | 愛称       | イメージカラー |
| ----------------------------------------- | ---------------------------------------- | ---------- | -------------- |
| 田原俊彦 （リーダー） （たはら としひこ） | 1961年2月28日（64歳）、B型、山梨県出身   | トシちゃん | 🟥レッド       |
| 野村義男 （のむら よしお）                | 1964年10月26日（60歳）、A型、東京都出身  | ヨッちゃん | 🟦ブルー       |
| 近藤真彦 （こんどう まさひこ）            | 1964年7月19日（60歳）、O型、神奈川県出身 | マッチ     | 🟨イエロー     |

## 概要
1970年代後半のジャニーズ事務所は、郷ひろみの移籍に始まり、フォーリーブスの解散、VIPの主要メンバーの脱退及び退所や解散、豊川誕の退所、新人や新ユニットの不発が重なっていた。当時エース格の扱いを受けていた川﨑麻世は、ブロマイド売上NO.1にもかかわらず、ヒット曲には恵まれなかった。
こうしたジャニーズ事務所の低迷期に、自転車で各テレビ局間を移動して、自社タレントを売り込む毎日だった、ジャニーズ事務所副社長のメリー喜多川が獲得した仕事が、1979年10月～1980年3月に放映されたTBS系ドラマ『3年B組金八先生』であった。この3人は生徒役で出演し注目され、テレビや雑誌などメディアにおけるプッシュ及び、マスコミやファンからの注目や人気の対象が一斉に「たのきんトリオ」に切り替わった。1970年代のトップアイドルの新御三家（ジャニーズ事務所出身は、郷ひろみのみ）に例えると、田原俊彦が郷ひろみ、近藤真彦が西城秀樹、野村義男が野口五郎の路線をそれぞれ受け継いでいる。1980年5月12日付・日刊スポーツによると、この3人の愛称には公募が行われ、約28,000通のハガキが寄せられたと報告されている。そして“たのきん”の名はジャニー喜多川が発案した。これ以前は、元々この3人をグループとして選抜したわけではなかったことから最初はグループ名も一定せず、集英社の雑誌「セブンティーン」や「明星」では「悪ガキトリオ」の呼称を使っていた他、「新々御三家」「金八トリオ」「太陽っ子トリオ」「三Bトリオ」など、新聞や雑誌によって様々な呼称があった。
1980年4月1日にジャニーズ事務所が当時よく利用していた六本木フォンティーヌ地下で、3人の初イベント『金八トリオ・ファンの集い』を開催する予定だったが、300人入れば満杯となる会場より六本木の駅までファンで埋め尽くされるほど、予想をはるかに上回るファン（約一万人）が来場したため、イベントは中止となった。続いて1980年5月26日に放映を開始したフジテレビ系ドラマ『ただいま放課後』でますます人気は過熱していき、放映回数は当初の予定より延長された。
1980年5月11日、『ただいま放課後』のロケ地だった神奈川県厚木市の東京工芸大学厚木キャンパスのグラウンドで行われた同番組のイベント『放課後青空カーニバル』にて、3人に対する愛称「たのきん」と、そのファンを表すネーミング「たのきん族」が発表された。しかしこの時は、ファンから「かっこ悪い」などと戸惑いや不満、落胆の声が上がっていた。メンバーのうち、田原は自伝『職業＝田原俊彦』（2009年6月刊）で「どこかおっちょこちょいなイメージがして、僕個人はあまりうれしくなかった」といったことを述べていた他、ジャニー自身も“たのきんトリオ”の案については、記者会見にて「ジャニーさん、これ冗談じゃないよね。誰が考えたの」など一番無茶苦茶に言われ、自分が発案したとも言えず「ホント、誰でしょうね」ととぼけていたと話している。
1981年4月に集英社から刊行された『青春音楽グラフィティ タイガースからYMOまで』での第一章「青春音楽の系譜」には「完全に作られたアイドルで、いわゆる商品。歌の世界のものじゃない」などと書かれている。
その後ジャニーズ事務所所属のアイドルグループとして結成され、相次いで歌手デビューする。俳優として映画でも共演し、次々と大ヒット作を連発した。映画については、先行して山口百恵等の主演映画をヒットさせていたホリプロが製作は日活撮影所、配給は東宝と分けてコミットしていたのに対し、配給製作とも東宝と全面的に提携し、大きなステージを持つ東宝砧撮影所を拠点に華々しい作品イメージを打ち出したのが特徴である。活動はそれぞれ単独で、「たのきんトリオ」というグループがあった訳ではない。3人が揃ってレコーディングに参加した楽曲は、映画『グッドラックLOVE』の挿入歌「ときめきはテレパシー」と田原俊彦の｢哀愁でいと｣のB面曲｢君に贈る言葉（アフター・スクール）｣のみである。
グループから田原が最初にデビューしたが、これは田原がグループでのデビューは「それは勘弁してくれ」と言い、ソロデビューをゴリ押した為。田原は「絶対にソロじゃないと嫌だ」という思いと、「絶対僕は1人じゃなきゃできないって自分でも思ってた」そうで、ソロでの活動の志向が強かった故に、最終的にソロでのデビューとなった。また田原は、「グループでデビューしたら半年もたないな」と思っていたそうである。
松田聖子と共に賞レースでも活躍し、新たなる時代への幕開けの象徴であった。たのきんの3人それぞれが、デビューした年の『日本レコード大賞』などの音楽賞で最優秀新人賞を受賞している。以後のジャニーズ事務所は急成長を遂げ、ジャニーズJr.が人気アイドルのバックでの顔見せを経てデビューするという一時期途絶えていたシステムも復活。後続するシブがき隊や少年隊などが次々とデビューした。
ビートたけしは『広告批評』1982年2月号のインタビューで「たのきんって何だかんだ言われてるけど、やっぱり、郷ひろみや西城秀樹みたいに残っていくんじゃないかなあ。野村義男だけはちょっと分かんないけど、マッチなんかやっぱりスターだよね。俊ちゃんとは違ってちょっと暗さはあるけど、少し悪のイメージがあって、石原裕次郎の若いときみたいな感じがあるんだよね。やっぱり力はあるよ。オレなんか、自分も歌うから、歌の話になると『たのきんうまい』って言っちゃうね（笑）」などと評している。
日本雑誌協会主催の『ゴールデン・アロー賞』では、トリオとして第18回（1980年度）話題賞、第20回（1982年度）20周年記念特別表彰スーパーアイドル賞を受賞している。
1983年8月28日開催の大阪スタヂアムでのコンサートを以て解散した。
その後、1990年に野村、1994年に田原が、それぞれジャニーズ事務所を退社。野村はジャニーズ事務所を円満に退社したことと、近藤と仲が良いことで退社後も近藤との共演の機会があったものの、田原は1990年代後半以降、近藤や野村との共演はなくなっていた（2012年11月12日の『SMAP×SMAP』には田原のみ出演していない）。一方の近藤は両者の退社後も長らくジャニーズ事務所に残留していたが、2021年4月30日をもって退社した。

## 主な出演作品

### テレビ
- 3年B組金八先生（TBS）
  - 第1シリーズ（1979年10月26日 - 1980年3月28日） ※結成前
  - 第2シリーズ第13話「同窓会・贈る言葉」（1980年12月26日）
  - スペシャル1「贈る言葉」（1982年10月8日）
  - スペシャル3「小さな嘘」（1984年10月5日） ※金八シリーズで3人ともに出演した最後の作品。
- ただいま放課後（1980年5月26日 - 9月22日、フジテレビ）
- 幕末花の美剣士たち（1981年1月4日、東京12チャンネル）

### バラエティ
- たのきん全力投球! （1980年10月9日 - 1983年3月27日、TBS）

### 映画
東宝映画たのきんスーパーヒットシリーズ
- 「青春グラフィティ スニーカーぶる〜す」（シリーズ第1弾・1981年）主演：近藤真彦

監督：河崎義祐、出演：岡田奈々、里見奈保、川﨑麻世、おりも政夫、財津一郎、伴淳三郎、他
- 「ブルージーンズ メモリー」（シリーズ第2弾・1981年）主演：近藤真彦

監督：河崎義祐、出演：小松政夫、ミヤコ蝶々、司葉子、宍戸錠、ラビット関根、なべおさみ、三木のり平、他
- 「グッドラックLOVE」（シリーズ第3弾・1981年）主演：田原俊彦

監督：河崎義祐、出演：真野響子、寺泉哲章、松尾嘉代、高橋幸治、桜井センリ、柳家小さん、ヒューマン・ラブ・スニーカー、他
※以上の三作はコバルト文庫にてノベライズされた
- 「ハイティーン・ブギ」（シリーズ第4弾・1982年）主演：近藤真彦

監督：舛田利雄、出演：武田久美子、三原順子、佐藤オリエ、加茂さくら、おりも政夫、ガッツ石松、小林桂樹、他
※牧野和子原作の同名コミックを映画化
- 「ウィーン物語 ジェミニ・YとS」（シリーズ第5弾・1982年）主演：田原俊彦

監督：河崎義祐、出演：ヒロコ・グレース、生田智子、津島恵子、檀ふみ、長谷直美、山村聰、他
【同時上映】「三等高校生」主演：野村義男
監督：渡邊祐介、出演：田中邦衛、岡田奈々、樹木希林、川﨑麻世、早見優、シブがき隊、鈴木ヒロミツ、荒井注、西村晃、他
- 「嵐を呼ぶ男」（シリーズ第6弾・1983年）主演：近藤真彦

監督：井上梅次、出演：坂口良子、相田寿美緒、白川由美、植草克秀、おりも政夫、あおい輝彦、中尾彬、フランキー堺、他
※石原裕次郎主演の同名映画を近藤主演でリメイク
【同時上映】「Love Forever」主演：田原俊彦
監督：井上梅次、友情出演：近藤真彦・野村義男

### ステージ
- Young Communication’80 （1980年8月25日、新宿厚生年金会館）

後に、公演の一部をPONYビデオよりビデオ『たのきんHOTライブ』として1980年11月5日に発売。
- サヨナラ日劇FESTIVAL （1981年2月11日、日本劇場）
- たのきんスーパースリー 桜島野外コンサート （1981年3月 台風1号の発生、接近により中止された）
- Young Communication’81 （1981年4月3日・4日、NHKホール）

後に公演の一部を、集英社より『たのきんライブ’81』（ライブの模様を収録したカセットテープ＋写真集）として、1981年7月3日に発売。このライブは当時、NHK総合テレビとNHK-FMにてそれぞれ約45分ほど放送されたが、オンエアされた楽曲は『たのきんライブ’81』収録曲に含まれていない楽曲が多く見受けられる。
- たのきん3球コンサート （1981年8月・1983年8月）

## ディスコグラフィ

### オリジナル曲
1. 君に贈る言葉 （アフター・スクール）（田原俊彦の「哀愁でいと」B面）
2. 恋のローラースケーター（映画『ブルージーンズ メモリー』挿入歌。歌唱は野村と近藤）
3. ときめきはテレパシー（映画『グッドラックLOVE』挿入歌）
4. あ・ら・しのLong run（映画『ハイティーン・ブギ』挿入歌。 たのきん映画での田原の歌唱曲のみ集めたサウンドトラック・カセットテープ『TOSHI THE MOVIE』（1983年10月5日発売）に収録。 歌唱は田原と近藤。 作詞：恩田久義・作曲：長沢ヒロ・編曲：大谷和夫）
5. ガラスの星座（映画『嵐を呼ぶ男』挿入歌。歌唱は野村と近藤）

### ソノシート
- たのきんフォノシート

雑誌『ティーン・アイドル』（1982年1月号）付録として制作されたソノシート。 映画『グッドラックLOVE』のサントラを収録。

### サウンドトラック
1. ブルージーンズ メモリー （1981年9月5日）
2. グッドラックLOVE （1981年11月29日）
3. 嵐を呼ぶ男 （1983年8月4日）
4. TOSHI THE MOVIE （限定盤：1983年10月5日、通常盤：11月5日）

### カセットテープ・写真集
- たのきんライブ'81（1981年7月3日、集英社）※カセットテープ製造は小西六アンペックスとTDKの2社が存在する。
  - side A
    1. 哀愁メドレー（哀愁でいと～レッツ・ゴー・ダンシング～ファンキー・モンキー・ベイビー～ルイジアナ・ママ～哀愁トゥナイト～哀愁でいと）
    2. スニーカーぶる～す
    3. 月のあかり
    4. ある日曜日の出来事
    5. Rock'n' Rollメドレー（恋のゴーカート～悲しき雨音～ハッピーバースデースウィート16～ダイアナ）

  - side B
    1. コール・ミー
    2. 雨が降って来た
    3. ラストダンスは私と　※表記違いされたまま販売　正式は「ラストダンスは私に」
    4. しらけちまうぜ
    5. ハッとして Good!　※表記違いされたまま販売
    6. ヨコハマ・チーク
    7. 恋はDo!　※表記違いされたまま販売
    8. 君にこのうたを

### ビデオ
- たのきんHOTライブ（1980年11月5日、ポニー）
- 3球コンサート 1983・8・28 大阪球場（1983年、ファンクラブ限定販売）